# シマロン (1960年の映画)
『シマロン』（Cimarron）は、1960年のアメリカ合衆国の西部劇映画。
監督はアンソニー・マンとチャールズ・ウォルタース、出演はグレン・フォードとマリア・シェルなど。
エドナ・ファーバーが1929年に発表した同名の長編米国開拓史劇小説『シマロン』の2度目の映画化作品である。ただし、原作や1度目の映画化作品に対して多くの脚色・変更が加えられている。
また、第33回アカデミー賞で美術賞（カラー部門）と音響賞にノミネートされたが受賞は逃している。
アンソニー・マンが監督した3つの叙事詩的映画の最初で、その後の『エル・シド』(1961)と『ローマ帝国の滅亡』(1964)に続く。

## ストーリー
1889年、良家の娘でお嬢様育ちのセイブラは、親の反対を押し切り、夫で弁護士のヤンシー（シマロン）とともにオクラホマで行われる土地獲得競争「ランド・ラン」に参加するために旅立つ。ランド・ランに参加したものの、ヤンシーはかつての恋人ディクシーにだまされて土地獲得に失敗する。そして育ての親とも呼ぶべきサム・ペグラーがランド・ランで死んだことを知ると、彼の意志を継ぎ、正義のための新聞「オクラホマ・ウィグワム」紙を発行することにする。
息子シマロン（シム）も生まれ、新聞社の経営も何とか軌道に乗ってきた一方で、ヤンシーは持ち前の行動力でならず者を一掃する。しかし、生来の放浪癖は変わらず、過去最大規模のランド・ランが行われると知ると、家族を置いて旅立ち、その後5年もの間、帰ってくることはなかった。その間もセイブラは新聞社を守り続ける。キューバで義勇騎兵隊に加わっていたヤンシーは、英雄として5年ぶりに戻って来る。そんなヤンシーに、憤りを感じつつもセイブラはヤンシーを受け入れ、家族3人での生活を再開する。
その後、オクラホマでは石油が見つかり、オクラホマにやってきた当時からの友人トム・ワイアットをはじめ、多くの開拓民が富豪になり、町はおおいに潤う。しかし、トムが石油に関して先住民から権利を奪い取っていると感じたヤンシーは新聞でトムを糾弾する。それが功を奏して、先住民たちも石油によって豊かな生活を手に入れるようになる。
そんなある日、知事に任命するのでワシントンに来るようにとの通知がヤンシーに届く。セイブラはこれでようやく生活に余裕ができ、息子シムにも金を残せると泣いて喜ぶ。しかしワシントンでヤンシーは、自分を知事にしようというのが自らの利権を守りたいがためのトムらによる懐柔策であることを知ると、知事の職を断る。これにショックを受けたセイブラは激しく怒り、ヤンシーに別れを告げる。ヤンシーは黙ってそれを受け入れ、それから11年もの間、手紙1つよこすことはなかった。
1914年、セイブラに想いを寄せるソル・レヴィーの経済的な支援のおかげもあって大企業となったウィグワム社は創立25周年を迎える。その記念のパーティで自分を支えてくれた人々に感謝の言葉を述べるセイブラの下に第一次世界大戦勃発の知らせが入る。
セイブラにヤンシーから手紙が届く。そこに記されていたのは、兵士として戦場に赴いていること、それからセイブラへの「愛してすまない」の言葉であった。しかし、その手紙とともに届いたのは、英国陸軍省からの「ヤンシー戦死」の知らせであった。セイブラはヤンシーと過ごした日々を思い出す。
オクラホマ開拓の象徴としてヤンシーの銅像が建てられる。

## キャスト
- ヤンシー・クラヴァット（シマロン、シム）: グレン・フォード - 元ギャンブラーの弁護士。オクラホマ・ウィグワム紙編集長。
- セイブラ・クラヴァット: マリア・シェル - ヤンシーの妻。良家の娘。ウィグワム社を大企業に育てる。
- ディクシー・リー: アン・バクスター - ヤンシーの元恋人。今でもヤンシーに想いを寄せている。後に社交クラブのオーナーに。
- トム・ワイアット: アーサー・オコンネル - ヤンシーとセイブラがオクラホマへ向かう途中で知り合った男。後に石油成金に。
- ウィリアム・ハーディ（チェロキー・キッド）: ラス・タンブリン - ならず者。ヤンシーが働いていた牧場の牧場主の息子。
- サラ・ワイアット: マーセデス・マッケンブリッジ - トムの妻。大金持ちになった後も貧しかった時代を忘れずに生きている。
- ウェス・ジェニングス: ヴィック・モロー - チェロキー・キッドのギャング仲間。
- サム・ペグラー: ロバート・キース - ウィグワム紙創刊者。ヤンシーの育ての親。土地獲得競争で死ぬ。
- ジェシー・リッキー: ハリー・モーガン - 腕のいい印刷工。ウィグワム社を支える。
- ソル・レヴィー: デビッド・オパトッシュ（英語版） - 雑貨屋の主人から後に大企業家になる。セイブラに想いを寄せ、ウィグワム社を経済的に支える。
- ジェイコブ・クルビコフ: ウラディーミル・ソコロフ - 彫刻家。ヤンシーの銅像を彫刻する。